# Antonius van Loon
Antonius van Loon (Hollandia, Gelderland, Arnhem, 1888. június 25. – Hollandia, Gelderland, Arnhem, 1962. november 3.) az 1920. évi nyári olimpiai játékokon kötélhúzásban ezüstérmet nyert holland kötélhúzó. Testvére, Willem van Loon szintén a csapat tagja volt.